# Urup (isola)
Urup (russo: Уру́п; Giapponese: 得撫島; Uruppu) è una delle isole Curili, la più a nord delle Curili meridionali. Amministrativamente appartiene al Kuril'skij rajon dell'oblast' di Sachalin in Russia.
In origine era un feudo del clan giapponese dei Matsumae, e passò poi sotto il controllo del governo regionale dell'Hokkaidō. Dalla fine della seconda guerra mondiale, come le altre isole Curili, è posta sotto la sovranità russa e fa parte dell'oblast' di Sachalin.

## Geografia
Urup ha una superficie di 1 427 km². L'isola, larga fino a 20 km, si estende da nord-est a sud-ovest per 116 km, da capo Kastrikum (мыс Кастрикум) a capo Van-der-Linda (мыс Ван-дер-Линда). Ambedue i capi sono dotati di un faro. La parte meridionale dell'isola è costituita da pianure e colline, per il resto il territorio è prevalentemente montuoso. Al centro-sud, il gruppo Ivao (Группа Ивао) è formato da quattro vulcani estinti, il più alto dei quali è monte Vysokaja (гора Высокая) alto 1 426 m. Al centro il vulcano Tri Sestry (Три Сестры), uno stratovulcano alto 998 m. Al centro-nord, il gruppo Kolokol (Группа Колокола) comprende il vulcano Berg (вулкан Берга), che è ancora attivo.
Urup si trova fra l'isola di Iturup e l'isola di Simušir (fra le quali si interpongono le isole Čërnye Brat'ja e Broutona).  Il tratto di mare che la separa da Iturup è noto come stretto Friza, dal nome dell'esploratore olandese Maarten Gerritsz Vries, in russo Maarten Gerritsen De Friz, che nel 1643 fu il primo europeo ad esplorare la zona.
Lo stretto fra Urup e le Čërnye Brat'ja è detto stretto Urup; quello fra le Čërnye Brat'ja e Simušir è invece noto come stretto di Bussol', dal nome di La Boussole, una delle due navi del francese Jean-François de Galaup, conte de La Pérouse che esplorò la zona delle Curili nel 1787.

### Isole adiacenti
A partire da capo Kastrikum e girando in senso antiorario intorno all'isola, si trovano diverse piccole isole e scogli lungo le sue coste.
 
Lungo la costa nord-occidentale:
- Isole Taira (острова Таира), a capo Kastrikum
- Isole Bliznecy (острова Близнецы)
  - Sanyča (остров Саныча)
  - Minervy (остров Минервы)
- Isola Čajka (остров Чайка), 46°13′53″N 150°24′48″E
- Scoglio Parus (скала Парус), 46°10′47″N 150°11′24″E
- Scoglio Palec (скала Палец), 49°09′36″N 150°10′11″E
- Isola Petuškova (остров Петушкова), 46°03′52″N 149°59′16″E
- Isola Kuvšin (остров Кувшин), 45°59′56″N 149°54′39″E
- Scoglio Odinokaja (скала Одинокая), 45°45′09″N 149°34′21″E
- Scogli Trojnik (скалы Тройник), 45°42′08″N 149°31′41″E
- Isola Krab (остров Краб)
- Scoglio Utinaja (скала Утиная), 45°36′26″N 149°24′41″E
- Scoglio Eršik (скала Ершик), 45°35′46″N 149°23′34″E

Lungo la costa sud-orientale:
- Scoglio Revun (скала Ревун), 45°34′18″N 149°24′50″E
- Scoglio Ostrokonečnaja (скала Остроконечная), 45°55′09″N 150°11′06″E
- Scoglio Ani (скала Ани), 46°02′03″N 150°16′04″E
- Isola Chiva (остров Хива), 46°03′29″N 150°17′59″E

## Storia
L'isola era inizialmente abitata dagli Ainu, i nativi delle isole di Sachalin e di Hokkaidō. La prima visita di un europeo fu quella dell'olandese Maarten Gerritsz Vries che vi approdò nel 1643 al comando di una nave della Compagnia olandese delle Indie orientali, probabilmente in cerca di pellicce.
I commercianti di pellicce russi vi comparvero nel XVIII secolo, cacciando lontre di mare e catturando le navi straniere che passavano nei dintorni. Vi furono scontri fra russi ed ainu nel 1772 ed i russi se ne andarono per un certo tempo, per poi ritornarci.
Un piccolo presidio russo fu installato a Urup nel 1768 dal commerciante di pellicce Ivan Chernyi, il quale agiva dietro istruzioni del governatore della Siberia.
Nel corso del decennio 1770-1771 fu la base per stabilire commerci con I giapponesi di (Hokkaido) ma nel giugno del 1780 uno tsunami distrusse l'insediamento sull'isola.
Nel 1801 il governo giapponese rivendicò ufficialmente la sua sovranità sull'isola incorporandola nella Provincia di Ezo (oggi prefettura di Hokkaidō). Ciò diede presto origine a controversie con la Russia su tutte le isole Curili. Nel 1855 Urup divenne ufficialmente russa con un trattato che stabiliva il confine fra le due potenze nello stretto fra Iturup e Urup, ma le Curili tornarono al Giappone venti anni dopo, venendo acquisite con la cessione alla Russia dell'isola di Sakalin. Fu a quel tempo che l'isola entrò nella sfera di competenza amministrativa della prefettura di Hokkaidō e gli Ainu se ne dovettero andare.

### Annessione di Urup da parte della Gran Bretagna
Per gli appassionati di eventi storici non convenzionali, è da notare che la Gran Bretagna e la Francia un tempo detenevano interessi territoriali nella regione . Nel 1855, durante la Guerra di Crimea (1853-56), entrambe le nazioni fecero il passo notevole di annettere Urup, una delle più grandi isole Curili, come parte della loro politica aggressiva contro gli insediamenti russi. Questa strategia prevedeva di attaccare i russi ovunque si trovassero, e l'Oceano Pacifico fu un teatro importante per queste operazioni.
All'inizio della guerra, entrambe le parti erano desiderose di garantire le loro posizioni nei confronti del Giappone, e questo portò ad accordi con la Convenzione anglo-giapponese del 14 ottobre 1854. Questo accordo permise alle navi britanniche di accedere ai porti di Nagasaki e Hakodate, a Hokkaido, per riparazioni, acqua dolce, provviste e altri rifornimenti. Questo vantaggio strategico permise agli alleati di utilizzare questi porti come basi per lanciare attacchi agli insediamenti russi nel Pacifico nord-occidentale. Questo era particolarmente vantaggioso, dato che la base più vicina si trovava a Hong Kong .
Contemporaneamente, i russi cercavano di ottenere diritti nei porti giapponesi per le proprie navi e miravano a delineare la frontiera tra le due nazioni nelle isole Curili. Il Trattato di Shimoda, firmato il 7 febbraio 1855, raggiunse questo obiettivo stabilendo il confine tra l'isola giapponese di Iturup e l'isola russa di Urup .
Il contrammiraglio Sir J. Stirling, Comandante in Capo della Marina nella Stazione Cinese, negoziò questi accordi e venne a conoscenza della conclusione del Trattato di Shimoda. Per evitare situazioni imbarazzanti, raccolse informazioni sulle sue disposizioni per pianificare le operazioni sugli insediamenti russi nelle Curili. Di conseguenza, fu avviato un attacco su Urup, con l'obiettivo di ridurre un insediamento russo segnalato e di stabilire una base navale più saldamente sotto il controllo alleato rispetto a quelle accessibili in Giappone.
L'isola di Urup, a quel tempo, era abitata da Ainu, con alcuni residenti russi e aleut che lavoravano per la compagnia russo-americana. Questa società, responsabile del territorio russo dell'Alaska e delle attività di commercio di pellicce nelle isole Curili e sulla costa pacifica della Siberia, condivideva un interesse comune con la Compagnia della Baia di Hudson. Un incontro a Londra portò entrambe le compagnie a convincere i rispettivi governi ad accettare un patto di neutralità riguardo ai loro insediamenti in Nord America, con il risultato che gli inglesi si astennero dall'attaccare l'Alaska durante la Guerra di Crimea.
Le operazioni navali alleate nel Pacifico durante la Guerra di Crimea furono caratterizzate da episodi ingloriosi e spesso farseschi, con l'annessione formale di Urup che si distinse come un incidente particolarmente curioso. Il principale insediamento russo sull'isola era Tavano, dove una forza anglo-francese arrivò alla fine di agosto del 1855, guidata dalla HMS Pique e dalla francese Sybille. La decisione di assegnare il Capitano F. W. E. Nicolson a questa missione fu potenzialmente sfortunata, considerando il suo ruolo nell'assalto franco-britannico dell'anno precedente a Petropavlovsk, Kamchatka.
Una volta raggiunta Urup il 26 agosto, le navi furono ritardate nell'approdo a causa della fitta nebbia e dei venti mutevoli. Nicolson, trovando il porto troppo piccolo, ancorò appena fuori e descrisse il villaggio come composto da case di legno e magazzini utilizzati dai russi, insieme a capanne occupate dagli indigeni. Nonostante l'assenza di russi, i residenti locali assicurarono a Nicolson la loro partenza prima dell'arrivo degli alleati, dedotta dalle croci del cimitero che indicavano una precedente presenza russa.
Nicolson, energico e scrupoloso, avviò un'indagine idrografica, ordinò osservazioni topografiche e nominò punti di rilievo. L'evento centrale del loro soggiorno a Urup fu l'annessione del 2 settembre 1855. I dettagli del procedimento, conservati nel dispaccio di Nicolson, evidenziano la dichiarazione degli alleati che la Russia è stata privata dei suoi diritti e la solenne presa di possesso di Urup, un'isola ceduta dal Giappone all'Imperatore russo nell'ultimo trattato tra le due nazioni.
La cerimonia di annessione ha comportato la presentazione delle armi, l'alzabandiera e i saluti, con l'incendio dei magazzini e la successiva distruzione della batteria. Gli alleati lasciarono Urup il giorno successivo a causa della nebbia, concludendo le loro operazioni nel Pacifico durante la stagione 1855. Il Trattato di Parigi del 1856 restituì tutti i territori occupati ai russi, ponendo fine al breve periodo di Urup come parte degli imperi coloniali britannico e francese.
Riflettendo su questo episodio storico, è ipotizzabile che l'insistenza di Stirling sull'annessione vera e propria non fosse necessaria, data la schiacciante potenza marittima alleata. Tuttavia, potrebbe aver cercato risultati concreti per sviare la colpa dei fallimenti in altre operazioni del 1855. Sebbene l'annessione sia stata accolta con critiche dall'Ammiragliato, dal Parlamento e dalla stampa, la ricognizione dettagliata e la rimozione della presenza russa erano operazioni sensate in preparazione di possibili piani nel 1856. L'istruzione di Stirling di prendere possesso potrebbe essere stata mal interpretata dal caparbio Nicolson, portando a una cerimonia che, sebbene gilbertiana e forse di morale, ottenne ben poco oltre a fornire intrattenimento ai locali (Stephan, cit. opt.).
L'isola rimase giapponese fino all'agosto 1945, quando l'esercito sovietico invase la Manciuria e le Curili, rimandando in Giappone gli abitanti di Urup. Nel 1952, con il trattato di San Francisco, il Giappone rinunciò alle sue pretese sull'isola.